# Claes Gerritszoon Compaen
Claes Gerritszoon Compaen (1587, Oostzaan, Holanda Septentrional-25 de febrero de 1660, Oostzaan), también llamado Claas Compaan o Klaas Kompaan, fue un corsario y comerciante holandés del siglo XVII. Insatisfecho como corsario de la República Holandesa, recurrió a la piratería y capturó cientos de barcos que operaban en Europa, el Mediterráneo y África Occidental durante la década de 1620.

## Biografía

### Primeros años
Nacido en Oostzaan, su padre era un presunto miembro de la Geuzen de Dirck Duyvel alojada en Zaanstreek aliada a otros nobles en oposición al dominio español. Compaen se hizo a la mar a una edad temprana y finalmente se convirtió en un comerciante exitoso a lo largo de la costa de Guinea. Más tarde usó las ganancias de estos viajes para reacondicionar sus barcos para actividades de corso contra los españoles. Con base en Oostende y Dunkerque, inicialmente logró capturar varios barcos españoles en un corto período de tiempo, sin embargo, varias de estas naves fueron liberadas más tarde por las autoridades holandesas. Uno de estos barcos capturados tenía más de 200 toneladas, estaba equipado con 17 cañones y tripulado por 80 hombres.

### Carrera pirata

Compaen usó una bandera azul simple cuando atacaba a los barcos.

En algún momento alrededor de 1621, salió del puerto con una patente de corso del Almirantazgo holandés dejándolo para pagar su deuda de 8.000 florines con la viuda del propietario del barco de Medemblik, el capitán Pieter Gerritszoon, a quien le había comprado su barco. Pronto logró detener un barco de pesca, llevándose su cargamento de arenque y pescado salado como botín, y utilizó una carta de crédito sobre los bienes robados emitida oficialmente por las autoridades holandesas, aunque posteriormente el Almirantazgo holándes se negó a compensar a los pescadores por sus perdidas. Se apoderó del cargamento de otro barco antes de refugiarse en Flesinga de una tormenta que se aproximaba. Mientras estaba en el puerto, se hizo cargo de 50 tripulantes adicionales. Poco después de dejar Flesinga, recurrió a la piratería abierta e indiscriminada vendiendo su cargamento en Inglaterra y la costa de Berbería.
En 1625, comenzó a operar desde el Condado de Clare, en Irlanda. Era un amigo cercano del gobernador local, así como de Thomas Wentworth, I conde de Strafford y por eso logró operar libremente en el Mar de Irlanda y el Canal de la Mancha bajo su protección durante algún tiempo. Compaen apareció más tarde en el Mediterráneo, vendiendo los barcos capturados y su carga en los puertos marroquíes de Safí, Esauira y Salé .
Mientras estuvo en Salé, vendió la mayoría de sus premios (más de 300 barcos en su carrera) a Simon Danseker Jr, hijo del famoso corsario holandés Zymen Danseker, que había estado activo en la zona durante la década anterior. Los elevados costos de tratar con él finalmente hicieron que Compaen hiciera negocios con su principal rival, Jan Janszoon . Esto provocó un gran desacuerdo, con Simon enviando una flota para atacarlo mientras estaba en el puerto. Compaen fue advertido del ataque con anticipación y pudo derrotar con éxito a los atacantes y capturar una de las naves de Simon. Según los informes, durante la incursión, el buque insignia de Simon resultó tan dañado que se vio obligado a retirarse de la batalla. Tras esta derrota, Simon se vio obligado a abandonar Salé en busca de asilo en la República Holandesa. Recibiendo un indulto de los Países Bajos, eventualmente se convirtió él mismo en un corsario.

### Batalla con la Hollandia
En 1626 Compaen comenzó a buscar el perdón de los holandeses para regresar a su tierra natal. El 5 de julio se avistaron dos barcos pertenecientes a la Compañía Holandesa de las Indias Orientales. Estos barcos, el Hollandia y el yate más pequeño Grootenbroek, estaban separados de la flota principal que se había dirigido a las islas Verdian sin ellos mientras el Hollandia era escoltado a Sierra Leona para reparar una fuga (otro relato afirma que se detuvo para abastecerse de limones para su tripulación que sufría de escorbuto ). Compaen ordenó a sus cuatro barcos que atacaran a los rezagados, aunque se vio obligado a retirarse después de que su buque insignia sufriera graves daños por parte del Hollandia bajo el mando del capitán Wybrant Schram. Setenta de sus hombres también habían muerto en batalla. Cuando se publicó más tarde el libro de registro de Schram, Compaen ganó notoriedad particular de la batalla, cuya reputación se estableció como "el pirata holandés más notorio" .
Con sus otros tres barcos custodiando el puerto, protegiendo el buque insignia y evitando que los dos barcos de las Indias Orientales partieran, Compaen logró llevar su barco a Sierra Leona para repararlo. Aunque las tensiones eran altas entre las dos partes mientras estaban en el puerto, partió en paz con su flota una vez que se completaron las reparaciones. A Hollandia y Grootenbroek se les permitió partir y finalmente llegaron a Batavia en diciembre de 1626.

### Perdón y años posteriores
Compaen a menudo encontró difícil controlar a su gran tripulación que bebía en exceso y sobrevivía con raciones pobres y escasez de suministros. En un incidente, atacó un asentamiento español porque su flota se estaba quedando sin provisiones. Sin embargo, él y su tripulación no pudieron derrotar a los defensores españoles y terminaron retirándose con grandes pérdidas. Mientras navegaba por la costa española, también se encontró con el pirata Jacob Collaert . A pesar de que su flota fue superada en número 4 a 1, pudo escapar del ataque de Colaert que era más fuerte.
En 1626 o 1627, Compaan regresó a Salé con varios premios capturados recientemente. Mientras estuvo allí, le dijeron que Holanda le había concedido un indulto. Se embarcó de inmediato hacia su hogar, solo cuatro días antes de que llegara una flota holandesa que buscaba detenerlo. Tras detenerse para dejar a parte de su tripulación en Irlanda, llegó a vlie y recibió oficialmente su indulto del príncipe Federico Enrique de Orange-Nassau en La Haya . Aparentemente tuvo menos éxito en sus últimos años y finalmente murió en la pobreza en Oostzanen el 25 de febrero de 1660.
Una biografía sobre su carrera pirata, La vida de Claes G. Compaen, fue publicada en Amsterdam por De Groot en 1715.